# César Vega (político)
César Vega (Paysandú, 30 de octubre de 1962) es un  ingeniero agrónomo, comunicador y político uruguayo. Es fundador del Partido Ecologista Radical Intransigente, del que es diputado desde el año 2020.

## Biografía
César Vega se recibió de ingeniero agrónomo en 1987,por la Facultad de Agronomía de la Universidad de la República. Radicado en Punta Espinillo. Conduce la audición «El Ecologista», que se emite por Radio Oriental los Domingos de 6 a 7 hs y de 10 a 13 hs, desde ese medio trata temas de actualidad política, consumo responsable de alimentos, agricultura, salud, economía, entre otros.
En 2014 César Vega participó y fue aplaudido en el paraninfo de la Universidad de la República en el debate sobre megaminería a cielo abierto. Donde entre otros temas recordó a fundador del primer partido ecologista en Uruguay, el profesor, médico y escritor uruguayo Rodolfo Tálice.

“No somos de izquierda ni de derecha, somos de abajo, de la tierra”.
César Vega, junio de 2014.

Fue candidato presidencial en 2014 y 2019 por el partido Ecologista Radical Intransigente. Su plataforma incluía la preservación de los recursos naturales y era contraria a la megaminería a cielo abierto.
En las elecciones de 2019, Vega fue elegido diputado con 33.008 votos. En ese año, advirtió, junto a otros diputados acerca de los riesgos ambientales que generaría la instalación de la planta de celulosa conocida como UPM II. Según algunos analistas políticos, es considerado un "diputado rebelde" (es decir con independencia de criterio) frente al presidente Lacalle Pou.

## Controversias
En el año 2021, organizó una exposición en los recintos del Palacio Legislativo,durante la cual presentó personas con supuestas secuelas producto de la vacuna contra la COVID-19, entre estas se destacaba el magnetismo de sus cuerpos, algo físicamente imposible.
Durante 2023 apoyó en las redes sociales la teoría conspirativa de las estelas químicas. El diputado manifestó que estaba preparando un proyecto de ley para «frenar» aviones que, según él, estarían cambiando el clima, y pidió explicaciones al Ministerio de Defensa por la posible dispersión de «estelas químicas».